# United States Army Aviation Branch
United States Army Aviation Branch je označení pro leteckou složku Armády Spojených států amerických. Jako samostatná zbraň vzniklo v roce 1983, kdy mu byly podřízeny armádní letecké jednotky, které do té doby existovaly v rámci jiných druhů pozemního vojska.

## Přehled letecké techniky

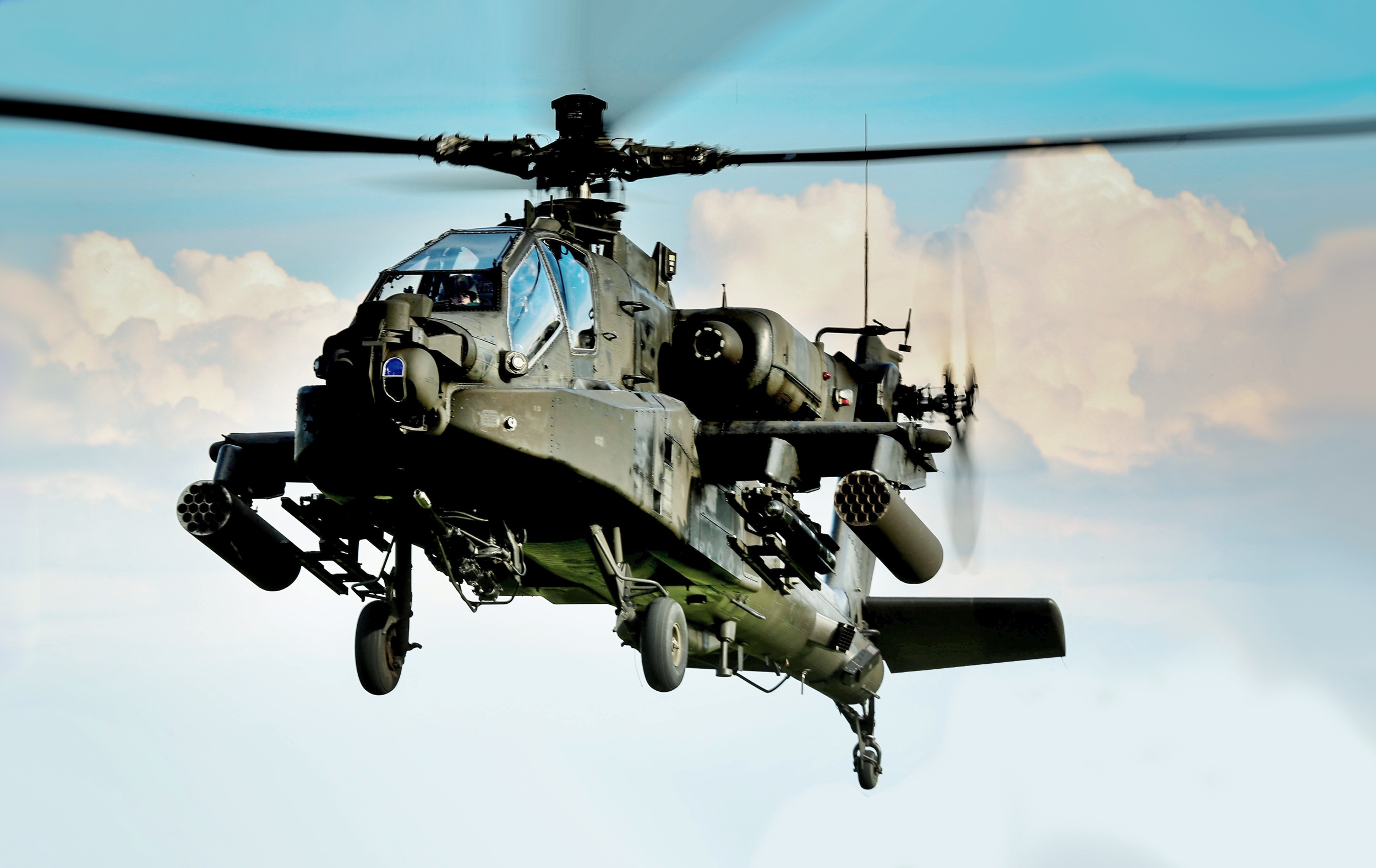
Bitevní vrtulník AH-64D

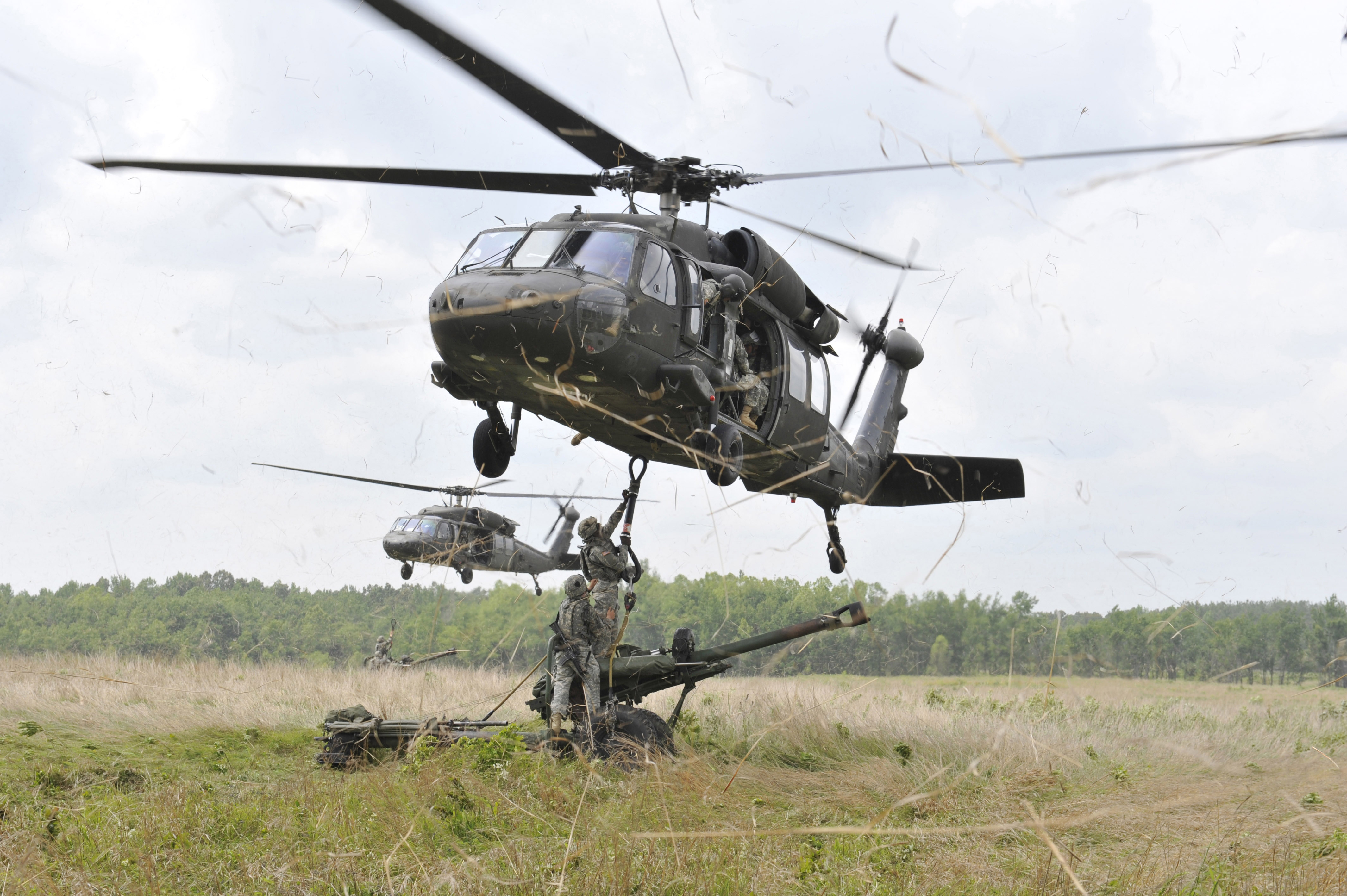
UH-60 Black Hawk při cvičení.

Tabulka obsahuje přehled letecké techniky US Army v roce 2018 podle Flightglobal.com.
| Název                                         | Původ               | Určení                                           | Verze                               | Ve službě         | Poznámky                                           |                   |
| Speciální letouny                             | Speciální letouny   | Speciální letouny                                | Speciální letouny                   | Speciální letouny | Speciální letouny                                  | Speciální letouny |
| --------------------------------------------- | ------------------- | ------------------------------------------------ | ----------------------------------- | ----------------- | -------------------------------------------------- | ----------------- |
| Beechcraft Super King Air                     | USA                 | letoun pro elektronický průzkum (SIGINT)         | MC-12W Liberty/RC-12D/G/H Guardrail | 83                |                                                    |                   |
| Bombardier Dash 8                             | Kanada              | průzkumný letoun                                 | RO-6A                               | 8                 |                                                    |                   |
| de Havilland Canada Dash 7                    | Kanada              | průzkumný letoun/letoun pro elektronický průzkum | O-5/EO-5/RC-7B                      | 7                 |                                                    |                   |
| Dopravní a transportní letouny                |                     |                                                  |                                     |                   |                                                    |                   |
| Alenia C-27J Spartan                          | Itálie              | taktický transportní letoun                      |                                     | 7                 |                                                    |                   |
| Beechcraft 1900                               | USA                 | užitkový/lehký dopravní letoun                   | C-12J Huron                         | 3                 |                                                    |                   |
| Beechcraft Super King Air                     | USA                 | lehký dopravní/spojovací/užitkový letoun         | UC-12A/D/F/U/T Huron                | 94                |                                                    |                   |
| CASA C-212 Aviocar                            | Španělsko           | taktický transportní letoun                      | C-41A Aviocar                       | 5                 |                                                    |                   |
| Cessna Citation V                             | USA                 | lehký dopravní letoun/business jet               | UC-35A                              | 28                |                                                    |                   |
| Fairchild Swearingen Metroliner               | USA                 | lehký dopravní/užitkový letoun                   | C-26B/C Metroliner                  | 12                |                                                    |                   |
| Gulfstream IV                                 | USA                 | lehký dopravní letoun/business jet               | C-20F                               | 1                 |                                                    |                   |
| Vrtulníky                                     |                     |                                                  |                                     |                   |                                                    |                   |
| Bell 412                                      | USA                 | dopravní vrtulník                                |                                     | 0                 | Objednány 4 kusy.                                  |                   |
| Bell UH-1                                     | USA                 | lehký transportní a užitkový vrtulník            | UH-1H                               | 31                |                                                    |                   |
| Boeing AH-64 Apache                           | USA                 | bitevní vrtulník                                 | AH-64D/E                            | 796               | Objednáno dalších 41 kusů.                         |                   |
| Boeing CH-47 Chinook                          | USA                 | těžký transportní vrtulník/víceúčelový vrtulník  | CH-47D/F/MH-47G                     | 483               | Objednáno dalších 28 závazně a 12 předběžně.       |                   |
| Eurocopter EC 145                             | EU/USA              | užitkový vrtulník                                | UH-72A Lakota                       | 349               | Objednán ještě 1 kus.                              |                   |
| MD Helicopters MD 500                         | USA                 | lehký bitevní/průzkumný/ozbrojený vrtulník       | AH-6/MH-6                           | 47                | Opce na dalších 74 kusů.                           |                   |
| Mil Mi-8/Mil Mi-17                            | Sovětský svaz/Rusko | transportní/užitkový vrtulník                    |                                     | 7                 |                                                    |                   |
| Sikorsky UH-60 Black Hawk                     | USA                 | taktický transportní/víceúčelový vrtulník        | EH-60/HH-60/MH-60/UH-60             | 2 251             | Objednáno dalších 300 kusů, s opcí na dalších 203. |                   |
| Cvičná letadla                                |                     |                                                  |                                     |                   |                                                    |                   |
| Beechcraft King Air/Beechcraft Super King Air | USA                 | dvoumotorový cvičný letoun                       | T-44/UC-12A                         | 11                |                                                    |                   |
| Beechcraft T-6 Texan II                       | USA                 | cvičný letoun                                    | T-6D                                | 4                 |                                                    |                   |
| Bell 206                                      | USA                 | cvičný vrtulník                                  | TH-67 Creek                         | 3                 |                                                    |                   |
| de Havilland Canada Dash 7                    | Kanada              | dvoumotorový cvičný letoun                       |                                     | 1                 |                                                    |                   |
| Eurocopter EC 145                             | EU/USA              | cvičný vrtulník                                  | UH-72A Lakota                       | 55                | Objednáno ještě 8 kusů závazně a 9 předběžně.      |                   |
| Grob G 120                                    | Německo             | cvičný letoun                                    | Grob G 120TP                        | 6                 | Pronajaty od společnosti CAE Inc.                  |                   |
| Mil Mi-24                                     | Sovětský svaz/Rusko | bitevní vrtulník                                 |                                     | 1                 |                                                    |                   |